# Errekaldeberri-Larraskitu
Errekaldeberri-Larraskitu officiellement en basque mais aussi connu sous le nom de Rekalde, est un quartier du 7e district de Rekalde à Bilbao en Biscaye, Espagne, situé sur la rive gauche de la ria de Bilbao. Rekalde ou Errekalde est également le nom du 7e district.
Le quartier s'étend sur 110.53 hectares. Il a été construit sur la rivière Helgera, rivière souterraine qui se jette dans la rivière Ibaizabal.
Jusqu'il y a une dizaine d'années il était séparé de la ville par les lignes ferroviaires de la FEVE d'Ametzola. Seuls les ponts de la rue Gordóniz et Urkiola les reliaient. En outre, influencée par l'absence de planification, l'autoroute A-8 sépare le quartier en deux et beaucoup de logements ont l'autoroute juste à côté.
Depuis 1998 grâce à d'énormes travaux, on a enterré beaucoup de ces voies ferrées et celles qui restent sont en voie d'être aussi enterrées. Ainsi, le quartier sera totalement relié avec le centre de la ville.

## Étymologie
Rekalde signifie "près du ruisseau", de Erreka = ruisseau et Alde = près.
Beaucoup de noms basques, surtout des noms de famille, ont perdu les voyelles précédent la lettre "r".

## Situation
Le quartier se trouve dans la zone sud de Bilbao. Il est limité avec les quartiers d'Iralabarri, San Adrián, Iturrigorri-Peñascal, Ametzola, Basurto et Uretamendi. D'ouest à l'est, il est limité par les montagnes Arraitz, Errastaleku et de Ganeta.

## Fêtes
Les festivités du quartier commencent le dernier vendredi de juin et finissent le premier week-end de juillet. Ce sont des fêtes populaires organisées par la Jai batzordea (Commission des festivités) composée de diverses associations culturelles, sportives et politiques du quartier. Le personnage qui les représente est l'Errekatartalo (erreka = rio, tartalo = cyclope) un cyclope qui veille au quartier depuis le Pagasarri. Ces festivités maintiennent un vaste programme d'activités qui se déroulent sur 10 jours et qui misent sur la festivité de jour et de nuit.

## Transports
C'est un quartier périphérique bien qu'il possède d'excellentes communications avec le centre-ville.
- Bilbobus: Lignes par Rekalde:

| Ligne | Parcours                        | Fréquence (minutes)              |
| ----- | ------------------------------- | -------------------------------- |
| 27    | Arabella - Betolatza            | 15´                              |
| 57    | Miribilla - Ospitalea           | 60´ circule du lundi au vendredi |
| 72    | Larraskitu - Castaños/Gazteleku | 12´                              |
| 76    | Artatzu/Xalbador - Moyua        | 20´                              |
| 77    | Peñascal - Mina del morro       | 12´                              |
| A8    | San Justo - Ametzola            | 60´                              |

- FEVE et Cercanías Renfe: Sur le pont (pont de Gordóniz) qui relie le quartier de La Casilla avec celui de Rekalde il y a un arrêt de train (Ametzola).
- Taxi: Dans le même centre du quartier existe un arrêt de taxis

### Articles  connexes
- Bilbao
- Errekalde, district auquel appartient le quartier